# Numérisation de l'espace de bataille

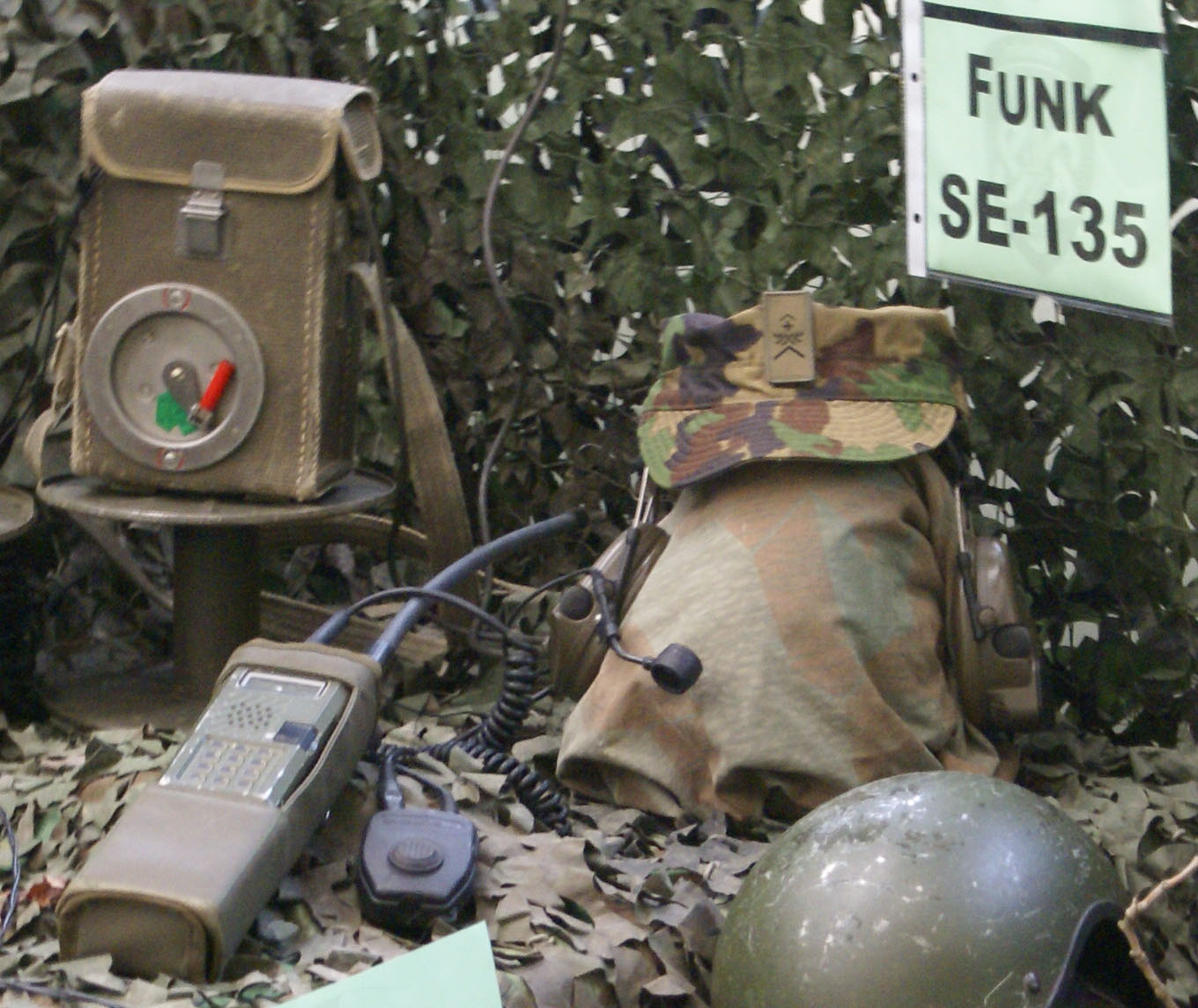
Talkie-walkie SE-135 de l'armée suisse de type PR4G.

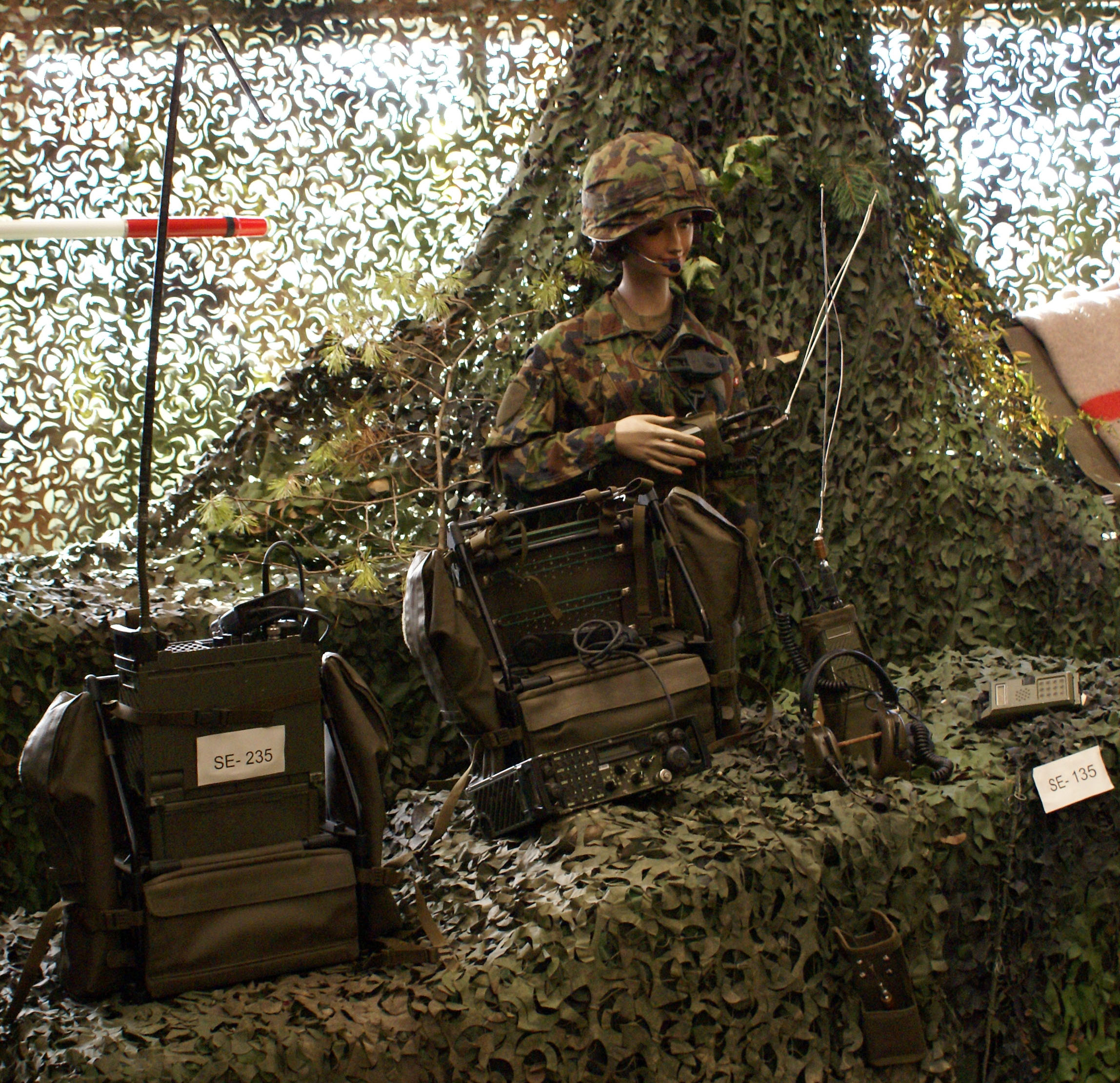
SE-235 (moyenne portée) et SE-135 (talkie-walkie de courte portée) de l'armée suisse de type PR4G

La Numérisation de l'Espace de Bataille (NEB) permet, à l'armée de terre française, d'obtenir, de diffuser et de traiter, en temps réel, les informations nécessaires aux différents échelons de commandement sur le champ de bataille. Il s'agit d'une déclinaison du concept de Network Centric Warfare.
C'est un système d'aide à la prise de décision destiné à renseigner les chefs (de tous les niveaux) sur la situation actuelle et à venir.

## Principes de fonctionnement
La NEB permet la création d'un Internet du champ de bataille reliant tous les opérateurs d'une force, de l'état-major aux engins et sections.
Elle s'articule en plusieurs systèmes d'information en fonction du niveau d'emploi :
- le système d'information terminal qui, du niveau de la section (ou peloton) au niveau de la compagnie, permet de mettre à jour et d'actualiser en temps réel les informations relatives aux situations amies, ennemies, ainsi que la cartographie.
- le système d'information régimentaire permet, au niveau régimentaire, d'analyser et de traiter ces données
- le système d'information pour le commandement des forces, au niveau des états-majors de force, ou de brigade, permet de décider et de planifier les missions des unités subordonnées.

Ces systèmes d'aide au commandement sont interopérables avec les systèmes d'armes ATLAS et MARTHA pour l'artillerie.
Ces systèmes d'information utilisent les systèmes de communication de l'armée de Terre française :
- système radio VHF programme radio de 4e génération : PR4G
- système radio RITA 2G
- système radio HF CARTHAGE

La NEB est en cours d'expérimentation au sein de l'armée de Terre française par deux grandes unités : la 2e brigade blindée et la 6e brigade légère blindée. Le processus de validation devait permettre l'équipement de deux brigades interarmes complètes en 2009, puis l'équipement complet des forces projetables à l'horizon 2015.

## Prise en compte des problèmes et enjeux
Dès le Livre Blanc de 2008, la numérisation de l'espace de bataille est prise en compte à travers le concept de « Lutte informatique offensive (LIO) ». Dans ce livre blanc le préfixe cyber- est retiré volontairement pour décrire ces opérations, qui ne sont pas du tout « virtuelles ».